# Mala Kladuša
Mala Kladuša är ett samhälle i Bosnien och Hercegovina.   Det ligger i entiteten Federationen Bosnien och Hercegovina, i den nordvästra delen av landet, 240 km nordväst om huvudstaden Sarajevo. Mala Kladuša ligger 161 meter över havet och antalet invånare är 6 033.
Terrängen runt Mala Kladuša är platt åt nordost, men åt sydväst är den kuperad. Mala Kladuša ligger nere i en dal. Runt Mala Kladuša är det ganska tätbefolkat, med 93 invånare per kvadratkilometer.. Närmaste större samhälle är Velika Kladuša, 6,7 km nordväst om Mala Kladuša. 
Omgivningarna runt Mala Kladuša är en mosaik av jordbruksmark och naturlig växtlighet.